# Creon
Creon är ett släkte av fjärilar. Creon ingår i familjen juvelvingar.
Kladogram enligt Catalogue of Life:
| Creon | \| \| Creon cleobis \| \| \| \| \| \| Creon hypatada \| \| \| \| \| \| Creon pendleburyi \| \| \| \| |
|       | \| \| Creon cleobis \| \| \| \| \| \| Creon hypatada \| \| \| \| \| \| Creon pendleburyi \| \| \| \| |
|       | Creon cleobis                                                                                        |
|       | |
|       | Creon hypatada                                                                                       |
|       | |
|       | Creon pendleburyi                                                                                    |
|       | |

## Bildgalleri

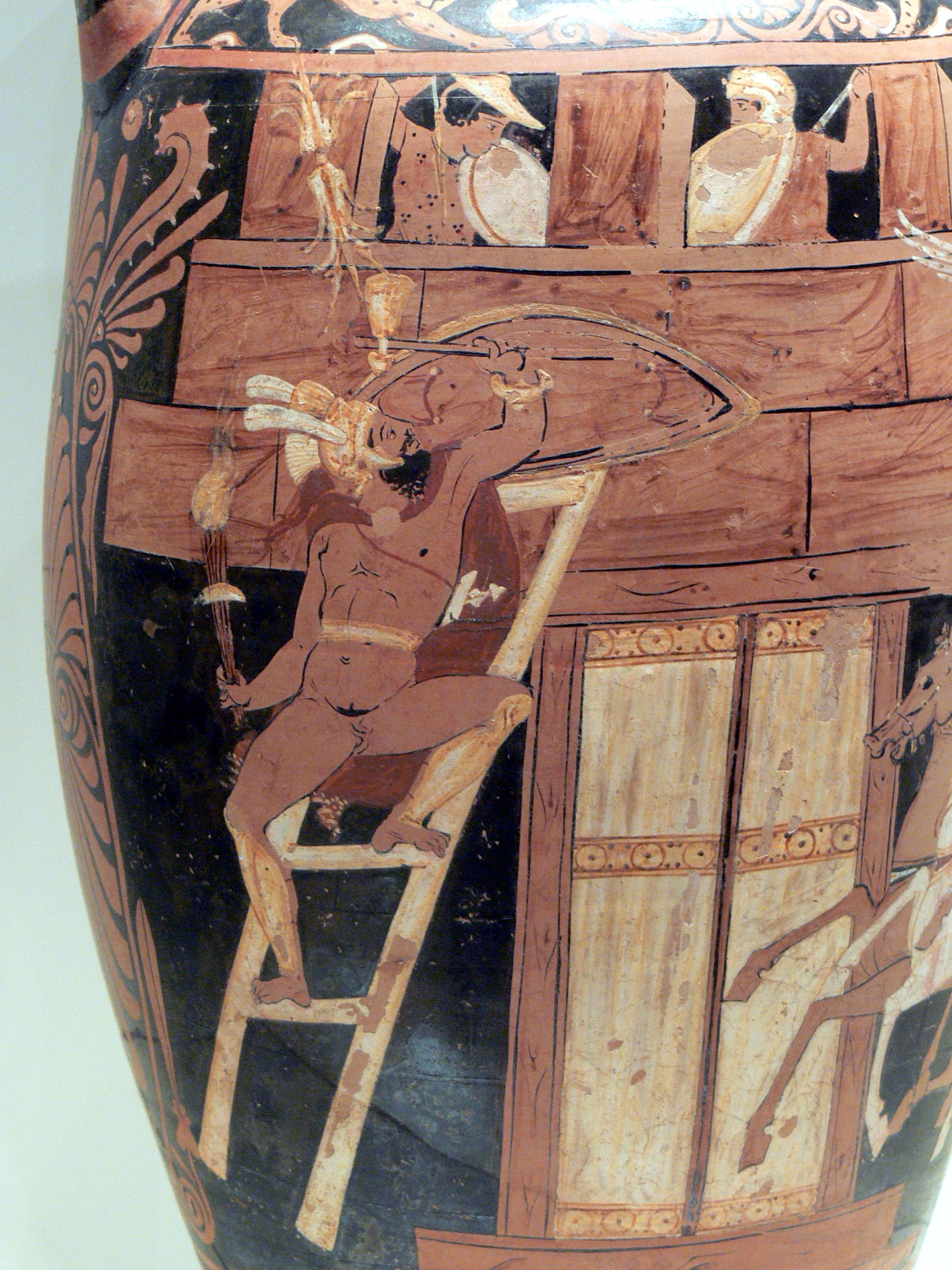
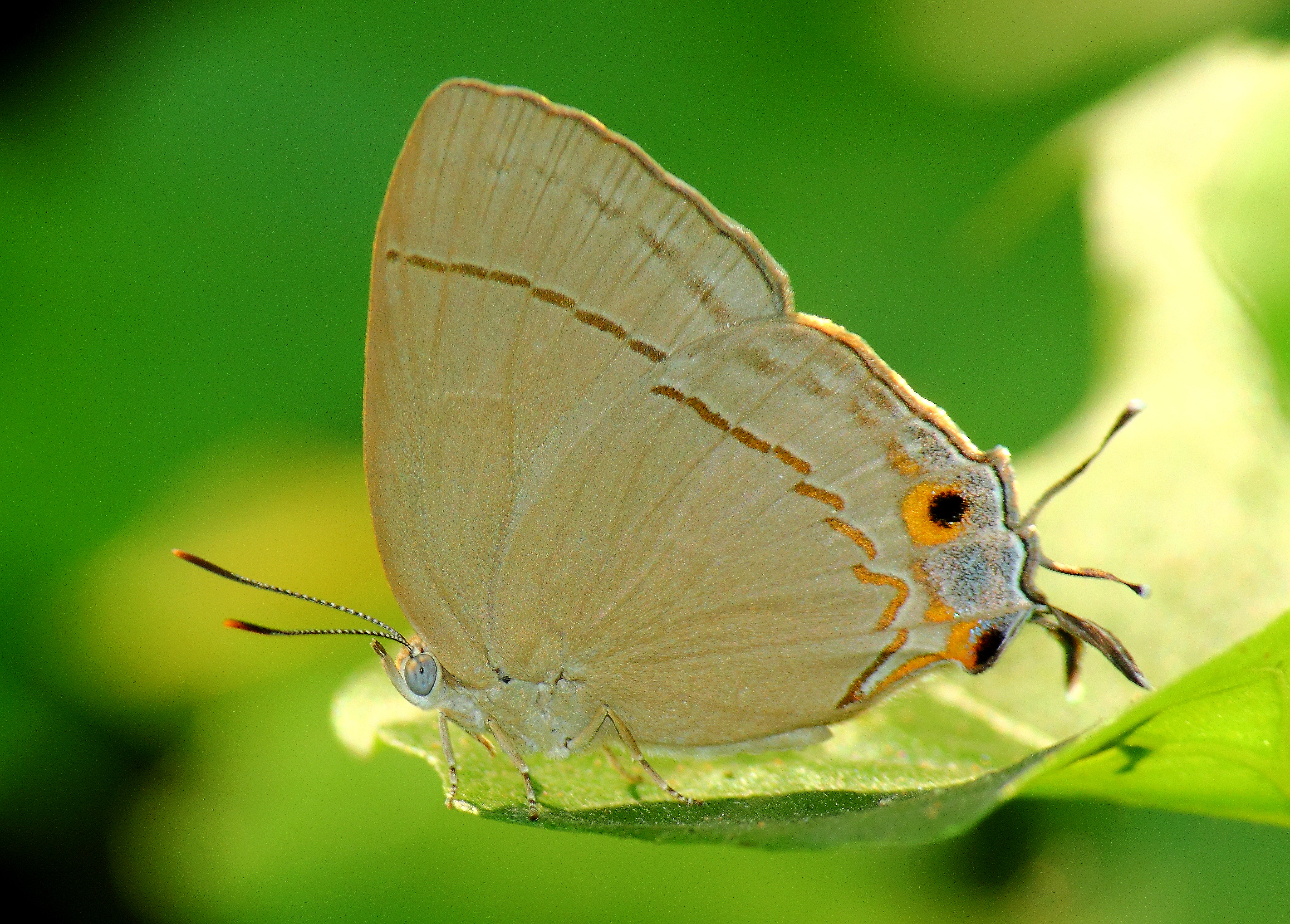